# Araçá-do-cerrado
O araçá-do-cerrado (Psidium firmum O. Berg) é um arbusto frutífero da família das mirtáceas.
Outros nomes populares: araçá.
A espécie tem uma variedade:
- Psidium firmum var. subcordatum O. Berg 1859

## Características
Arbusto caducifólio de até 2 m de altura.
As folhas coriáceas, glabras, têm até 8 cm de comprimento. Flores brancas, em racemos axilares.
Os frutos são bagas globosas ou ovóides, lisas, com polpa carnoso-suculenta de sabor doce-ácido.
Floresce de outubro a novembro, e os frutos amadurecem de novembro a dezembro.

## Ocorrência
Ocorre nos cerrados e cerradões brasileiros, em Goiás, Minas Gerais e São Paulo.
Raramente cultivada em pomares domésticos.